# Information
Pour les articles homonymes, voir Information (homonymie).

Pictogramme, signe conventionnel dans certaines langues pour représenter l'endroit d'une information.

L’information est un concept de la discipline des sciences de l'information et de la communication (SIC). Au sens étymologique, l'« information » est ce qui donne une forme à l'esprit. Elle vient du verbe latin « informare », qui signifie « donner forme à » ou « se former une idée de ».
L'information désigne à la fois le message à communiquer et les symboles utilisés pour l'écrire. Elle utilise un code de signes porteurs de sens tels qu'un alphabet de lettres, une base de chiffres, des idéogrammes ou pictogrammes.
Hors contexte, elle représente le véhicule des données comme dans la théorie de l'information. Et hors support, elle représente un facteur d'organisation, qui permet à chaque chose d'être reliée aux autres par les informations échangées. On touche là à un sens fondamental, où une somme d'informations agrégées devient un sujet. Une information peut être codée par différents moyens comme des mots, des chiffres, des gestes, un programme informatique, des couleurs ou n'importe quels autres moyens de communication.

## Historique
Le projet de fonder une «science de l'information et de la documentation» spécifique s'est affirmé sous l'impulsion d'acteurs comme Pierre Larousse (1817-1875), Melvil Dewey (1851-1931), Paul Otlet (1868-1944), Jean Meyriat (1921- 2010). Le point de départ en a été de dissocier l'information, construction sociale et intellectuelle, de l'ensemble des objets matériels qui, en circulant, la conditionnent sans la définir.
On doit aux spécialistes de cette science d'avoir posé que l'information ne circule pas (elle n'est pas un objet), mais qu'elle se redéfinit sans cesse (elle est une relation et une action). Ce projet est lié, dès la fin du XIXe siècle, au développement d'une recherche à visée industrielle et au rêve d'un savoir planétaire. Mais plutôt que tout assimiler par l'idée d'un « système d'information » (idée plus récente dont le succès est dû à l'informatique), ces auteurs distinguent méthodiquement : le support, le document, l'information et le savoir. Effort de distinction qu'il est crucial de (re)découvrir aujourd'hui.

## Définition

### Sens commun
Le mot information est parfois utilisé pour théoriser des choses pratiques relevant en réalité de la perception : un individu a faim parce que son estomac l'a informé de son besoin. La chaleur d'une flamme l'informe du risque de brûlure. Il est informé de la visite prochaine d'un ami. L'information peut être parlée ou écrite et consiste à « savoir ce qui se passe », qu'il s'agisse de l'état du monde ou dans la vie d'un interlocuteur, ce qu'on n'a ni vu ni entendu directement.
Pendant des siècles, la rareté de l'information et la difficulté de sa transmission étaient telles « que l'on croyait de bonne foi que l'information créait de la communication », explique le chercheur Dominique Wolton.
Inversement, dans un message reliant deux êtres humains, l'information du message n'est qu'une toute petite partie de la communication (manque le contexte, le langage corporel…), d'où la fréquence des malentendus, selon Irène Lautier, directrice de la Faculté des Sciences du sport de l'Université Lille II.
Selon Dominique Wolton, le mot «information» est « d'abord lié à une revendication politique : la liberté d'information comme condition de la démocratie et le complément de la liberté de conscience », puis « le symbole de la presse » et du « droit de savoir ce qu'il se passe », avant d'être repris dans l'informatique, pour parler de « système d'information » d'une entreprise. Le développement d'Internet a multiplié les communications sous forme de blogs et de courrier électronique, riches en commentaires, où la part d'information est dès le départ modeste et plus faible (moins concentrée) que dans les «systèmes d'information» des entreprises.

### Sens pratique
Une définition pratique et efficace (dans le domaine des systèmes d’information par exemple), est de définir l'information comme étant une «connaissance pouvant avoir un effet» (dérivé du modèle de Shannon et Weaver cas 3: les problèmes «influents»).
Cette connaissance doit être portée par un support et mise en présence d'une entité (un être humain ou un dispositif) et que cette entité fasse quelque chose à partir de cette information.
On a donc : connaissance, support, communication, entité, action. On sait travailler sur les aspects support et communication depuis Shannon, l'identification de la connaissance peut-être caractérisée par le couple (entité, action).
Exemple du bulletin météo : l'information « bulletin météo » sur la côte normande devra d'abord être créé (par Météo France par exemple) ensuite communiquée à un média (la radio...) qui va diffuser ce bulletin à un moment donné de la journée. Ce bulletin sera diffusé au hasard de la zone de réception de cette radio, on comprend bien que l'audition de ce bulletin entraînera une action, action qui sera différente suivant que l'auditeur habite la Normandie ou la Provence, qu'il est citadin ou agriculteur…
Une information n'existe en pratique que par l'action qu'elle va susciter. Cette vision de l'information se rapproche de la théorie de la décision.

### Opposition avec la communication
Les progrès technologiques ont dopé la communication, par la rotative et le chemin de fer au XIXe siècle, puis les ondes hertziennes, le satellite et Internet. L'imprimerie et le train réduisant à une nuit la durée séparant la production et la consommation de l'information, la presse écrite diffuse des contenus informatifs beaucoup plus importants : quotidiens de 32 pages puis 64 pages, profitant de coûts moins élevés. La croissance économique, la colonisation puis la décolonisation, le développement boursier, génèrent une demande accrue d'information, essentiellement quantitative.
L'audiovisuel et Internet ont encore abaissé les coûts de diffusion, mais pour des contenus informatifs plus restreints : le nombre de mots d'un journal télévisé est celui d'une page seulement de journal écrit (cependant il véhicule des informations visuelles et sonores), et Twitter se limite à des messages de 280 caractères. L'information et la communication, sœurs solidaires, sont devenues des sœurs ennemies, luttant pour s'approprier un espace de contenu restreint, surtout quand les médias touchent un public très large.
L'opposition information / communication s'est installée dans tous les domaines. Anne Guimard, chercheuse titulaire d'un doctorat en finance internationale, a ainsi établi en 1998 que « si l'information financière regroupe les données objectives, avec le passage à la communication financière, on entre dans le domaine des données subjectives », réflexion qui amène à une position plus prudente sur la notion historique d'information financière, forcément imparfaite, pour parler de « connaissance financière plutôt que d'information financière ». Par sa subjectivité, la communication financière ne pourrait donc jouer un rôle qu'au niveau de la circulation de connaissances, et non au moment de la circulation d'informations, concept jugé plus exigeant. Cette évolution est significative d'une demande accrue d'information, au plan cette fois plus qualitatif. Elle inclut un souci d'objectivité qui inspire le titre d'une revue financière, Le Pour et le Contre, emblématique de l'histoire de la presse économique et financière.
Le journalisme ne s'est que très progressivement adapté à ces nouvelles données. Au milieu des années 1990 émerge d'abord le paradigme de « journalisme de communication », promu en 1996 par les universitaires québécois Jean Charon et Jean de Bonville. Fournisseur de médias « omniprésents dans la vie quotidienne » et « capables de couvrir en direct presque toutes les actualités », il adopte les mimiques du « journalisme citoyen », sur le plan de l'hyper-subjectivité, non seulement assumée mais affichée, quitte à se confondre avec les commentaires laissés par les internautes sous les articles ou sur les blogs.
D'autres estiment que cette accumulation de commentaires, mais surtout de communications qui viennent parfois « souiller » la qualité de l'information ouvre au contraire au journalisme un boulevard, pour assumer son rôle très particulier de sélection et de validation des données, afin d'en faire des informations. En recoupant et questionnant les sources officielles d'information, en recourant au besoin à la protection des sources d'information des journalistes, il devient capable de transformer de la pure communication en information et devenir ainsi le centre producteur de l'information. La déontologie demande en particulier aux médias de « revendiquer le libre accès à toutes les sources d’information ». La liberté d'accès aux documents administratifs et informations classifiées, prévue aux États-Unis par le Freedom of Information Act, est renforcée lorsqu'une source interne peut orienter le journaliste, en étant protégée par l'anonymat. Ce sont alors des pans entiers de données publiques qui sont susceptibles de se transformer en informations utiles, susceptibles de valoriser, par la comparaison, d'autres stocks d'information plus accessibles, voire de favoriser le travail des chercheurs dans les pays où la liberté d'accès aux documents administratifs n'existe guère.

## Perception
On qualifie d'information toute donnée pertinente que le système nerveux central est capable d'interpréter pour se construire une représentation du monde et pour interagir correctement avec lui. L'information, dans ce sens, est basée sur des stimuli sensoriels véhiculés par les nerfs, qui aboutissent à différentes formes de perception.

### Administration publique
Dans le contexte de l’administration publique, on considère comme « information » toute donnée pertinente dont la collecte, le traitement, l’interprétation et l’utilisation concourent à la réalisation d’une mission gouvernementale, régionale, et départementale. Certaines de ces données sont des données publiques, c'est notamment le cas de la plupart des données environnementales en Europe dans le cadre de la Convention d'Aarhus.
La transposition en droit français de la directive de l'Union européenne concernant la réutilisation des informations du secteur public a précisé que les informations publiques « peuvent être utilisées par toute personne qui le souhaite à d'autres fins que celles de la mission de service public pour les besoins de laquelle les documents ont été élaborés ou sont détenus ».
Les informations d'autorité sont appelées à être gérées dans des registres de métadonnées. Les autorités publiques sont responsables du processus d'attribution de certificats électroniques, utilisant les critères communs. Dans l'Union européenne, la directive INSPIRE demande que l'on gère les informations géographiques à des fins d'utilisation publique (gouvernements, collectivités locales…). En France, le référentiel général d'interopérabilité d'ADELE doit gérer à terme des métadonnées.

### Théorie de l'information
Selon la théorie de l'information, des données contiennent de l'information quand celles-ci ne sont que peu compressibles et qu'elles sont complexes. En effet, l'information contenue dans un message composé d'une seule lettre se répétant un grand nombre de fois tel que «AAAAAAAAA…» est quasiment nulle (on parle alors de faible néguentropie).
Kolmogorov a tenté de définir le contenu d'information d'une donnée par la taille du plus petit programme permettant de la fabriquer. Ainsi, le nombre pi aurait une complexité moyenne malgré son nombre infini de chiffres, le programme informatique permettant d'en construire la suite (infinie) de nombres tenant sur une seule page.
La conception la plus répandue de l'information est liée au couple « message + récepteur », le dernier possédant des implicites valorisant le message (et, de fait, tout message est incompréhensible sans ces implicites supposés ; ainsi un message en chinois pour qui ne comprend pas le chinois).
Ainsi, la phrase « Médor est un chien » contient plus d'information que « Médor est un quadrupède », bien que la seconde contienne plus de lettres. La différence est à mettre au compte de la connaissance d'un dictionnaire implicite et faisant partie du contexte, qui nous permet de savoir qu'un chien est nécessairement un quadrupède, l'inverse n'étant pas vrai.
Les notions de quantité d'information, d'entropie et d'information mutuelle font l'objet d'une discipline spécialisée, initiée par Claude Shannon.

### Théorie de la décision
La théorie de la décision ne considère comme « information » que ce qui est de nature à entraîner ou modifier une décision. Dans le cas contraire, il s'agit d'un simple bruit. On pense souvent que l'information peut être définie comme une donnée réductrice d'incertitude. Dans bien des cas, pourtant, avec la mondialisation et le développement des réseaux internationaux, une information juste peut remettre en cause une décision déjà prise. Il existe aussi des informations fausses (hoaxes ou fake news), biaisées ou présentées de manière telle que les destinataires ont tendance à prendre de mauvaises décisions.
Il est donc vital de s'assurer de la pertinence des informations, et d'organiser des circuits d'informations tels que les informations disponibles soient bien traitées pour être distribuées aux bonnes personnes, au bon moment. C'est l'objet de l'intelligence économique. Une bonne méthode d'intelligence économique doit prendre en compte les informations issues du contexte de l'entreprise. Il est de coutume de vérifier les sources de l'information régulièrement et si possible en croiser plusieurs.

### Systémique
L'information, souvent assimilée à la néguentropie, est un facteur d'organisation qui s'oppose à la tendance naturelle au désordre et au chaos, souvent assimilés à l'entropie, même si des controverses persistent encore entre les spécialistes à propos de toutes ces assimilations. Un organisme vivant, comme le corps humain, ne peut rester organisé que par les informations qui le lient. Toute rupture d'information (nerveuse, chimique, etc.) entraîne la dégénérescence d'une partie ou de l'ensemble.

## Support de l'information
L'information elle-même est immatérielle[évasif]. Lorsqu'elle est utilisée par les hommes, elle peut être consignée sur un support qui porte alors la valeur de l'information: un document, un mur, un objet. L'information toutefois est indépendante du support: elle existe indépendamment de lui et peut le plus souvent être copiée sur un autre support. Le support d'information est l'objet matériel sur lequel sont représentées les données (informatives). Le support d'information est la composante matérielle d'un document, le papier, par exemple.
Le support lui-même peut d'ailleurs faire partie de l'information, par exemple, deux copies de statues en plâtre et en bronze ne portent pas strictement la même information.
On distingue différents supports d'information:

### Support matériel ou physique
Le papier est depuis longtemps l'un des supports les plus courants et les plus pratiques de l'information. Les livres, périodiques, photos, affiches, documents imprimés (bons de commande, bons de livraison, factures…). Dans l'économie moderne, il reste un support important.
D'autres supports peuvent «porter» de l'information: la pierre (gravure), une pellicule (films et microfilms), la glace (sculpture de glace)... Et même des molécules avec les manipulations nanométriques.

### Support technique (ou numérique)
Les supports techniques sont ceux des bases de données, des systèmes de gestion électronique des données et documents techniques, des systèmes de gestion de contenu, de la gestion des connaissances, etc. Bien que le support de ces informations soit immatériel, il ne faut pas oublier qu'il y a également une infrastructure physique.
Le processus qui permet de faire passer des informations d'un support papier à un support électronique est souvent appelé numérisation (ou dématérialisation, qui peut être considéré comme abusive car le nouveau support d'information a également un sous-jacent matériel). Il a pris une importance considérable dans les économies modernes, en raison de l'informatisation et de la «numérisation des processus» croissantes des entreprises et des administrations. C'est la raison pour laquelle on parle quelquefois d'économie numérique ou d'économie de l'information.
Les supports électroniques facilitent la diffusion et la dissémination de l'information. Les technologies tentent vers plus d'interopérabilité afin de mieux échanger l'information. Cela signifie qu'une information publiée sur un support est désormais facilement lisible par d'autres (et donc reproductible). De plus en plus de sites sont pourvus de fonctions de partage (de l'information) sur d'autres supports tels que Facebook, Twitter, Google+… fonctions connues sous le terme de « Share this! ».

### Source de l'information
La source d'une information peut être auditive, visuelle ou sous forme d'une vidéo. L'enregistrement peut être le fait d'une opération manuelle (caméra par exemple) ou automatique (vidéo surveillance par exemple).
Le stockage et le transport historiquement limités à la transmission orale et écrite sont, depuis l’avènement du numérique, très divers tel qu'un enregistrement audio, une vidéo ou une télédiffusion. La capture, le stockage et la diffusion des informations se font de manière plus aisée.
La diffusion de l'information peut se faire au travers d'organes publics ou privés tels que les journaux, les magazines, la radio, la télévision, etc. mais aussi à travers d'internet via des sites web ou les réseaux sociaux.

## Enjeux sur le plan du développement durable
De nombreuses entreprises ou administrations considèrent que le passage du support papier à un autre support, notamment électronique, comporte des avantages sur le plan du développement durable. La diminution de la quantité de papier qui serait obtenue par la « dématérialisation » permettrait de diminuer la consommation de bois donc la déforestation, et parallèlement la quantité de vieux papiers qui peuvent être incinérés (s'il ne sont pas recyclés) donc la génération de gaz à effet de serre.
Que la dématérialisation diminue la consommation de ressource (notamment le papier) et la pollution est controversé. En effet, la dématérialisation entraîne la consommation de ressources non renouvelables (métaux et énergie utilisés dans la fabrication et pour le fonctionnement des équipements électroniques, énergie nécessaire au fonctionnement des équipements électroniques). Les ressources matérielles sont perdues si les déchets électroniques ne sont pas recyclés. L'énergie consommée croît également de façon importante, compte tenu des usages mondiaux et des modes d'alimentation en énergie des centres de données, pas nécessairement renouvelables.
D'autre part, l'accroissement et l'accélération des flux d'information s'accompagne généralement d'une augmentation des flux des biens matériels produits associés aux flux de gestion, donc une augmentation de la consommation, entraînant souvent une diminution du capital naturel disponible.
Le bilan environnemental global n'est pas facile à établir. Quinze pétaoctets de nouvelles informations sont générées chaque jour, soit huit fois plus que l'information contenue dans toutes les bibliothèques américaines. L'intensification des usages des informations a donc un impact croissant sur notre environnement, impact qui reste complexe à appréhender.

## Information en philosophie
Un certain nombre de philosophes de la seconde moitié du XXe siècle ont traité de la question de l'information. On peut mentionner notamment l'œuvre du philosophe français Gilbert Simondon, qui traite de la question de l'information à de nombreuses reprises dans « L'Individuation à la lumière des notions de forme et d'information » ou dans « Communication et Information ». Un aspect important de la définition que Simondon donne de l'information dans ces ouvrages est l'indépendance de l'information à l'égard de toute notion d'émetteur : la notion d'information pour Simondon ne s'applique donc pas uniquement à des ensembles organisés de signes produits par un émetteur intelligent, mais à toute structure dynamique susceptible de contenir un facteur d'organisation dans le système qui la reçoit.
L'information est également un élément important de la philosophie du philosophe français Michel Serres, exposé notamment dans sa série de livres intitulée Hermès et dans son ouvrage Petite Poucette (2012).

## Information en biologie
En biologie, la notion d’information pose des défis uniques. Si l’on s’en tient à la théorie classique de l’information de Shannon, le génome humain contient environ 3 milliards de paires de bases, soit moins de 1 Giga-octets, l’équivalent d’un simple film numérique.
Cette mesure brute ne rend pas forcément compte de la richesse fonctionnelle de cette séquence. La complexité algorithmique, formalisée par Andreï Kolmogorov, propose de mesurer l’information d’un objet par la taille du plus petit programme capable de le générer. Mais dans le cas du vivant, cette approche de la compression semble inadéquate[réf. nécessaire] : le génome, déjà extrêmement compressé par l’évolution, nécessite au contraire d’être « décompressé » pour révéler son information pertinente.
En l’état actuel de nos connaissances, la « décompression » de cette information nécessite le châssis cellulaire ou l’organisme entier, seuls capables d’exécuter le programme biologique. Autrement dit, la seule lecture de la séquence d’ADN ne permet pas, en l’absence du contexte cellulaire, d’accéder à l’ensemble de l’information de valeur qu’elle contient.
La notion de profondeur logique, introduite par le physicien Charles Bennett, peut offrir une piste plus féconde[réf. nécessaire] : un objet est informationnellement profond s’il résulte d’un long processus computationnel – ici, des millions d’années d’évolution à travers les cycles mutation-sélection naturelle. Ces cycles ont pour effet que les nucléotides du génome ne sont pas indépendants les uns des autres. Ils forment un réseau d’interactions extrêmement dense. 
Par exemple, une séquence régulatrice peut être fonctionnellement couplée à un gène codant distant, via l’action d’un facteur de transcription. Le génome doit donc être compris non comme une simple donnée (où chaque bit serait indépendant), mais comme un programme[réf. nécessaire], où les nucléotides sont reliés entre eux par des relations invisibles mais essentielles.